# Meshie
 (août 2025).
Meshie, ou Meshie-Mungkut, est une chimpanzée, née au Cameroun autour de 1929 et morte à Chicago (États-Unis) en 1937, connue pour avoir été élevée pendant quatre ans au sein de la famille du naturaliste américain Henry Cushier Raven (en) (1889-1944).
Elle fait partie des différents singes ayant fait l'objet d'expériences d'intégration au sein de familles humaines au XXe siècle afin d'étudier les différences entre humains et singes non-humains.

## Biographie

### Origine et capture
Meshie naît au Cameroun, mais sa date de naissance précise est inconnue. Sa mère est tuée tandis que Meshie est capturée. Elle est vendue en février 1930 au curateur du muséum d'histoire naturelle de New-York et naturaliste américain Henry Cushier Raven, venu en Afrique pour acheter des singes pour des institutions américaines,. Il estime alors son âge à environ un an.
Elle s'attache rapidement à Raven et vit avec lui pendant un an à Djaposten dans le Sud du Cameroun, et dans des habitations voisines lorsqu'il est absent,. Elle y contracte la gale et développe ensuite un grattage nerveux. Meshie développe des comportements imités de ceux des humains.
Meshie est emmenée aux États-Unis par bateau, attachée à des cordes puis dans une cage. Son état mental se dégrade. Elle voyage ensuite dans les cales, dans une cage individuelle, avec 85 autres singes répartis dans des cages collectives. Elle s'en échappe à deux reprises, en ouvrant également d'autres cages, ce qui conduit Raven à la faire voyager avec lui en cabine.

### Séjour dans la famille Raven
Meshie est installée en février 1931 dans le sous-sol du pavillon familial des Raven, à Baldwin, Long Island. À la bonne saison, Raven l'installe dans une cabane suspendue dans son jardin, où elle est attachée par un collier à une chaîne de quelques mètres de long,. Elle n'est laissée libre qu'en présence d'Henry Raven, n'obéissant à personne d'autre. Elle s'échappe plusieurs fois de son attache, de manière de plus en plus fréquente au fil du temps.
Elle est nourrie à table et habillée. Elle apprend difficilement à rouler en tricycle puis le fait de rouler sur les trottoirs avec Raven. Celui-ci l'emmène également au musée d'histoire naturelle où il l'exhibe en train de rouler dans les couloirs. Elle apprend à utiliser des cuillères et des fourchettes au lieu de ses doigts pour manger, elle est emmenée au restaurant du musée, et on la fait assister à des conférences qui lui sont consacrées ainsi qu'au banquet annuel du musée.
Raven réalise également des films censés illustrer les capacités de Meshie et sa vie auprès des membres de la famille Raven, comme des sessions de jeu avec les enfants du couple Raven, une scène de coucher dans un lit, ou Meshie donnant le biberon à la plus jeune fille des Raven, alors âgée de quelques mois. Henry Raven y représente Meshie comme un chimpanzé humanisé, faisant partie intégrante de la vie familiale. Cependant, son fils Harry rapporte plus tard que les films avec Meshie n'étaient que des mises en scène, Meshie n'ayant jamais été considérée comme un vrai membre de la famille,,. Harry Raven raconte également que le moment où Meshie lui mord le doigt a été coupé au montage, et juge que le traitement subi par Meshie relevait de la cruauté. Les films tournés comportent des scènes fréquemment coupées.

### Transfert au zoo de Brookfield
Henry Raven quitte les États-Unis pour une longue expédition en Birmanie. Sa femme, Yvonne Raven, ne sachant pas gérer le chimpanzé, Meshie est alors vendue au zoo de Brookfield, situé à Chicago, où elle est transférée en décembre 1934, à l'âge d'environ 5 ans.
Elle ne s'accoutume pas à son nouvel environnement, et y développe de l'agressivité envers les autres singes. Elle est alors isolée dans une cage individuelle. Elle mord et attaque également plusieurs personnes. Henry Raven lui rend une fois visite, visite au cours de laquelle Meshie pleure dans ses bras.

### Mort
Elle meurt de fièvre puerpérale en 1937, à huit ans, après avoir donné naissance à sa fille Eve,, née de son accouplement avec un chimpanzé nommé Mike.
Son corps est conservé et exposé au deuxième étage du musée américain d'histoire naturelle,.